# Драгодана (комуна)
Драгодана (рум. Dragodana) — комуна у повіті Димбовіца в Румунії. До складу комуни входять такі села (дані про населення за 2002 рік):
- Бобоч (625 осіб)
- Бурдука (897 осіб)
- Драгодана (1277 осіб)
- Купару (522 особи)
- Педурень (239 осіб)
- Пічор-де-Мунте (3060 осіб)
- Стреошть (352 особи)

Комуна розташована на відстані 66 км на північний захід від Бухареста, 22 км на південь від Тирговіште, 131 км на схід від Крайови, 104 км на південь від Брашова.

## Населення
За даними перепису населення 2002 року у комуні проживали 6972 особи. Усі жителі комуни рідною мовою назвали румунську.
Національний склад населення комуни:
| Національність | Кількість осіб | Відсоток |
| -------------- | -------------- | -------- |
| румуни         | 6959           | 99,8%    |
| цигани         | 13             | 0,2%     |

Склад населення комуни за віросповіданням:
| Релігія       | Кількість осіб | Відсоток |
| ------------- | -------------- | -------- |
| православні   | 6768           | 97,1%    |
| лютерани      | 85             | 1,2%     |
| бретрени      | 63             | 0,9%     |
| адвентисти    | 35             | 0,5%     |
| п'ятдесятники | 17             | 0,2%     |
| баптисти      | 2              | < 0,1%   |
| римо-католики | 1              | < 0,1%   |
| атеїсти       | 1              | < 0,1%   |